# فرشتگان (فیلم ۲۰۱۴)
«فرشتگان» (انگلیسی: Angels) یک فیلم جنایی و دلهره‌آور هندی به زبان مالایی محصول سال ۲۰۱۴ که باز سازی فیلم کره‌ای اعتراف به قتل (۲۰۱۲) محسوب می‌شود.